# Argia difficilis
Argia difficilis là một loài chuồn chuồn kim trong họ Coenagrionidae.
Argia difficilis is in 1865 voor het eerst wetenschappelijk beschreven door Selys.